# Итабаси

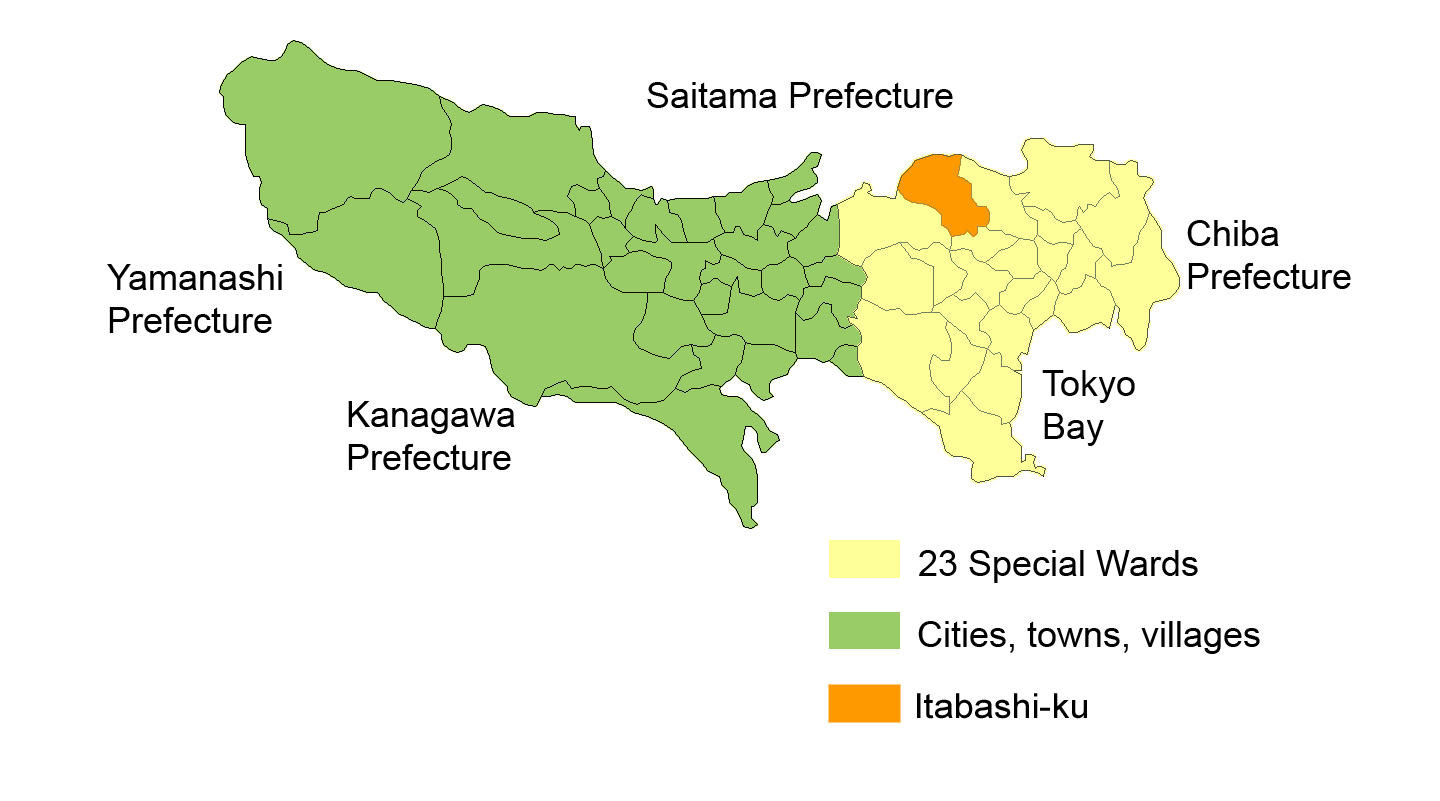
Район Итабаси на карте

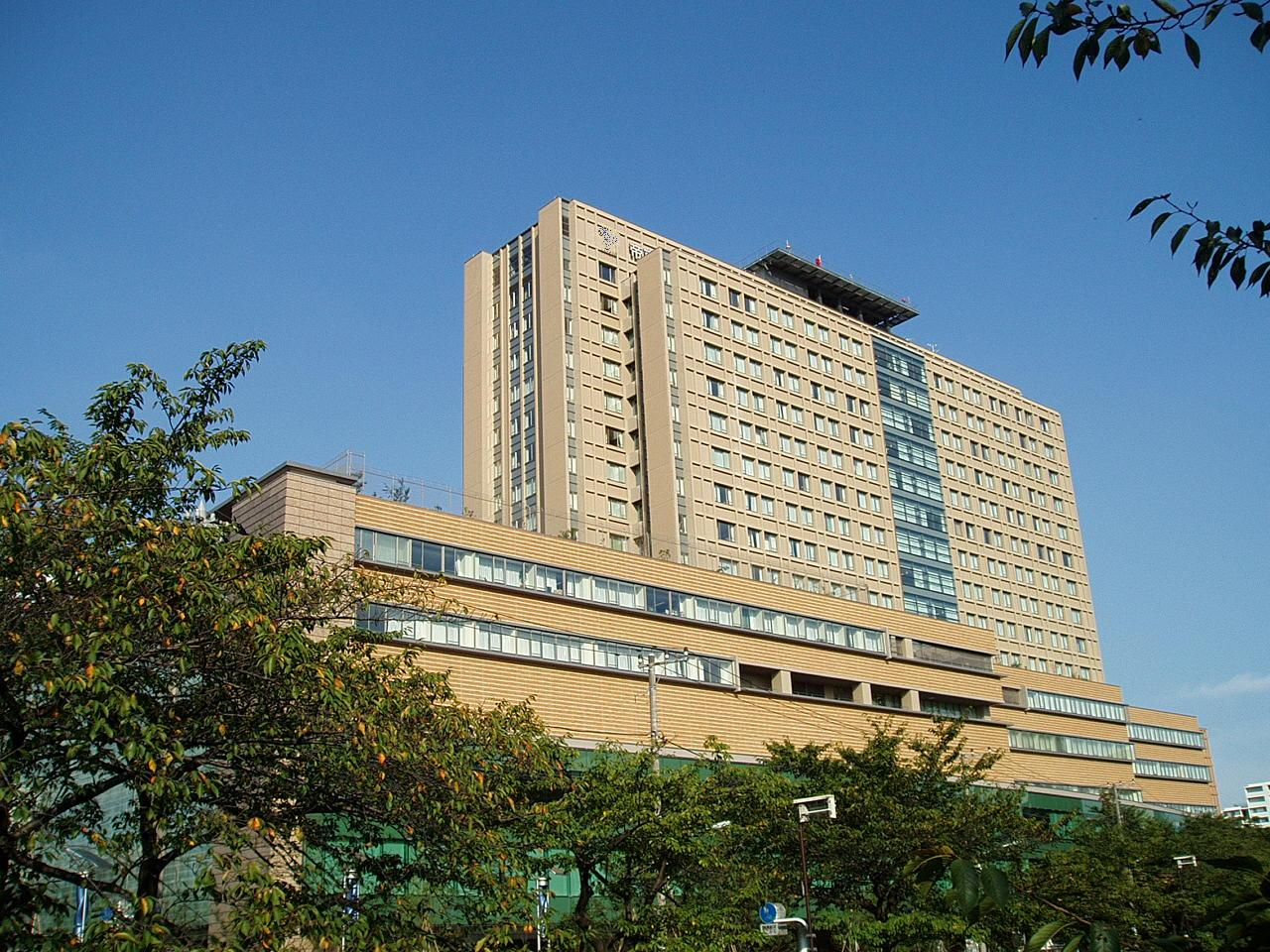
Университетский госпиталь в Итабаси

Итабаси (яп. 板橋区 Итабаси-ку) — один из двадцати трёх специальных районов Токио.

## География и население
Площадь района составляет 32,22 км², население — 585 550 человек (1 мая 2020 года), плотность населения — 18,173 чел./км².

## Экономика
В Итабаси базируются корпорации «Линтек» (промышленное оборудование), «Пентакс» (оптика).